# Kabinett Börner III
Das Kabinett Börner III bildete vom 4. Juli 1984 bis 24. April 1987 die Landesregierung von Hessen. 
Nach der Landtagswahl 1983 gestalteten sich die Koalitionsverhandlungen äußerst schwierig, weshalb zunächst die Vorgängerregierung im Amt blieb. Mit der Wiederwahl Holger Börners zum Ministerpräsidenten am 7. Juni 1984 wurde der Weg frei gemacht für die Bildung einer von den Grünen tolerierten SPD-Minderheitsregierung. Am 12. Dezember 1985 bekamen die Grünen nach der Bildung einer rot-grünen Koalition mit dem Posten eines Staatsministers für Umwelt und Energie erstmals in Deutschland auf Länderebene eine Kabinettsposition zugesprochen.

## Kabinett
| Amt | Name              | Partei        | Partei | Staatssekretäre |
| --- | ----------------- | ------------- | ------ | --- |
| Ministerpräsident                                                                                                 | Holger Börner     |               | SPD    | Reinhart Bartholomäi (bis 1. Juli 1985, Chef der Staatskanzlei) Paul Leo Giani (ab 2. Juli 1985, Chef der Staatskanzlei) |
| Stellvertreter des Ministerpräsidenten                                                                            | Hans Krollmann    |               | SPD    | |
| Finanzen | Hans Krollmann    | Hans Dethloff | SPD    | |
| Inneres | Horst Winterstein |               | SPD    | Andreas von Schoeler |
| Justiz | Herbert Günther   |               | SPD    | Hans Joachim Suchan |
| Arbeit, Umwelt und Soziales (bis 12. Dezember 1985) Soziales (ab 12. Dezember 1985)                               | Armin Clauss      |               | SPD    | Günter Steinhäuser |
| Kultus | Karl Schneider    |               | SPD    | Dorothee Vorbeck |
| Wissenschaft und Kunst                                                                                            | Vera Rüdiger      |               | SPD    | Jürgen Burckhardt |
| Umwelt und Energie (ab 12. Dezember 1985)                                                                         | Joschka Fischer   |               | Grüne  | Karl Kerschgens |
| Landwirtschaft, Forsten und Naturschutz (bis 12. Dezember 1985) Landwirtschaft und Forsten (ab 12. Dezember 1985) | Willi Görlach     |               | SPD    | Jörg Jordan Christa Czempiel                                                                                             |
| Wirtschaft und Technik                                                                                            | Ulrich Steger     |               | SPD    | Otto Schmidt (bis 12. Dezember 1985) Bernd Kummer (ab 12. Dezember 1985)                                                 |